# Département de Ghabou
Ghabou est une ville et une commune mauritanienne.

## Histoire
Le 25 janvier 2018, le gouvernement mauritanien a adopté un projet de décret donnant lieu à un nouveau découpage administratif de la région de Guidimakha,. Le département de Ghabou est créé et est composé de quatre communes auparavant dans le département de Sélibabi.

## Géographie
Le département est délimité au nord par les départements de Wompou et de Sélibabi, au nord-est par le département d'Ould Yengé, au sud-est par la rivière Karakoro, qui fait la frontière avec le Mali, au sud-ouest par le fleuve Sénégal, qui fait la frontière avec le Sénégal.
Il s'étend sur 3 361 km2 et est composé des quatre communes les plus au sud de la région : Baydam, Ghabou, Gouraye et Souvi.

## Démographie
Même si le département n'était pas créé lors du dernier recensement en 2013, on peut estimer sa population aux populations de chaque commune cumulées.
On peut donc dire que le nombre d'habitants du département était de 81 149 habitants en 2013. 

## Liste des communes
Le département de Ghabou est constitué de quatre communes :
- Baydam
- Ghabou
- Gouraye
- Souvi